# Samuel Larochelle
Œuvres principales
Lilie, À cause d'un garçon, Élias et Justine, Parce que tout me ramène à toi
Samuel Larochelle, né à Amos (Abitibi-Témiscamingue), au Québec, le 10 juin 1986, est un écrivain, journaliste, poète et animateur.

## Biographie

### Débuts
Dans son enfance, l'auteur souligne qu'il ne savait pas du tout vers quel métier il se dirigeait. Ce n'est que vers la fin de son enseignement secondaire qu'il a eu un déclic pour le journalisme et pour l'écriture de fiction.
Après avoir quitté la ville d'Amos dans les années 2000. Il se rend à Jonquière pour compléter des études en Art et technologie des médias (ATM) qu'il termine en 2006. À l'âge de 19 ans, il déménage à Montréal où il y vit encore aujourd'hui.

### Écrivain
L'auteur se décrit comme "un superhéros de l’introspection ayant une mémoire phénoménale pour les détails, les dates et les émotions."
En 2019, M. Larochelle a été président d’honneur du Salon du livre de l’Abitibi-Témiscamingue.
Toute l’écriture littéraire, peu importe le genre, me permet de me connecter à mon extrême sensibilité, à mon envie de devenir quelqu’un d’autre, à mon besoin d’exprimer qui je suis. Que j’écrive pour les enfants, les ados, les adultes, je suis capable de devenir mon personnage. Je suis comme un acteur-écrivain qui se met dans la peau de quelqu’un d’autre.

### Journaliste
Depuis 2012, Samuel Larochelle est journaliste indépendant pour une trentaine de médias, dont La Presse, Elle Québec, Le Devoir, Fugues, L'actualité, Nightlife, Les Débrouillards, Châtelaine, HuffPost Québec, le magazine Collections, Les Libraires, Caribou, et Échos Montréal.
Il a été chroniqueur à l'émission Ça vaut le retour d'ICI Abitibi-Témiscamingue.

### Cabarets littéraires
De 2019 à 2023, Samuel Larochelle a présenté le Cabaret des mots de l'Abitibi-Témiscamingue où il et présenté 8 éditions. Il co-produit aussi le cabaret Accent queers mettant en valeur le travail des plumes LGBTQ+ depuis le printemps 2021,.
Son projet à déjà présenté dans la ville de Québec durant le festival Québec en toutes lettres en octobre 2022, dans la ville de Sherbrooke durant la semaine arc-en-ciel de l'Université de Sherbrooke en mars 2023, et à Caraquet durant la journée internationale de lutte contre l'homophobie, la transphobie, et la queerphobie en mai 2023. De prochaines éditions sont prévues dans les villes Québec, Rouyn-Noranda et de Gatineau en 2024.

### Balado
Le 15 octobre 2021, il lance le premier épisode de son balado vidéo et audio, Comme un livre ouvert. Son projet a été réalisé grâce à l'aide d'une bourse du conseil des arts du Canada, accompagné par les équipes de Littérature québécoise mobile et de Productions Rhizome. Il a d'ailleurs rencontrer Pascale Wilhelmy, Michel Marc Bouchard, Simon Boulerice et Elkahna Talbi.

## Œuvres

### Romans
- À cause des garçons, éditions Druide, septembre 2013[16]
- Parce que tout me ramène à toi, éditions Druide, octobre 2015[17]
- Lilie - tome 1 - L'apprentie parfaite, éditions Druide, janvier 2018[18]
- Lilie - tome 2 - L'apprentie amoureuse, éditions Druide, octobre 2018[19]
- Lilie - tome 3 - L'apprentie adulte, éditions Druide, mai 2019[20]
- Combattre la nuit une étoile à la fois, édition Héritage, mars 2021[2]
- J'ai échappé mon coeur dans ta bouche, Éditions Stanké, avril 2021[21]
- Le plus petit sauveur du monde, éditions XYZ, septembre 2022[22]
- Elias et Justine, édition Druide,13 septembre 2023[23]

### Biographie
- Peter MacLeod, éditions Libre Expression, janvier 2019[24]
- François Gendron - 42 ans de passion pour le Québec et ses régions, éditions Druide, mai 2021 (mémoires)[25]
- Bruno Pelletier - il est venu le temps..., éditions Libre Expression, septembre 2022[26]
- Louise Portal - Aimer, incarné, écrire..., éditions Druide, septembre 2023[27]

### Recueil de nouvelles collectives
- Comme chiens et chats, Éditions Stanké, septembre 2016[28]
- Sous la ceinture - Tous unis pour vaincre la culture du viol, septembre 2016[29]
- Treize à table, éditions Druide, février 2018[30]
- Mille mots de voyage, éditions les impatients, octobre 2019[31]
- Les nouveaux mystère à l'école, éditions Druide, octobre 2020[32]
- Face à face, éditions Druide, 23 mars 2022[33]

### Autres
- Magazine Caribou - Restaurant clandestin, automne 2018[34]
- Courte nouvelle - Le bal des confinés, juin 2020[35]
- Mini recueil de nouvelles illustrées - Frencher en bobettes dans fontaine, septembre 2020[36]

## Prix, distinctions et nominations
En novembre 2023, Samuel Larochelle et Eve Patenaude remportent le prix du gouverneur dans la catégorie littérature jeunesse - livres illustrés avec leur livre Le plus petit sauveur du monde. Il a aussi remporté le Prix Espiègle, prix des bibliothèques scolaires du Québec en avril 2023.
Ce même livre est en nomination au Prix des libraires du Québec 2024.